# Клоп-черепашка маврська
Клоп-черепашка маврська (Eurygaster maura L.) — вид клопів з родини клопів-черепашок (Scutelleridae). Шкідник сільського господарства. В Україні поширена повсюдно.
Довжина тіла 8-11 мм. Наличник не виступає за вершину виличних пластинок і утворює з ними одну безперервну лінію, бічні краї передспинки дещо ввігнуті.
Пошкоджує пшеницю, жито, ячмінь, злакові трави, інколи овес, кукурудзу, просо. Клопи та їх личинки дуже шкодять посівам. Найбільшу шкоду вони наносять весною слаборозвиненим рослинам, проколюючи основу стебла. Пошкодження стебел у фазі виходу в трубку викликає білоколосість. Пошкоджене зерно стає щуплим, має погану схожість і погані хлібопекарські властивості.